# NGC 2337
NGC 2337 је галаксија у сазвежђу Рис која се налази на NGC листи објеката дубоког неба.
Деклинација објекта је + 44° 27' 25" а ректасцензија 7h 10m 13,6s. Привидна величина (магнитуда) објекта NGC 2337 износи 12,4 а фотографска магнитуда 13,0. Налази се на удаљености од 8,035 милиона парсека од Сунца. NGC 2337 је још познат и под ознакама UGC 3711, MCG 7-15-10, CGCG 205-23, KUG 0706+445, IRAS 07066+4432, PGC 20298.